# Šišma
Šišma är en ort i Tjeckien.   Den ligger i regionen Olomouc, i den östra delen av landet, 240 km öster om huvudstaden Prag. Šišma ligger 256 meter över havet och antalet invånare är 197.
Terrängen runt Šišma är huvudsakligen platt, men åt nordost är den kuperad. Terrängen runt Šišma sluttar västerut. Runt Šišma är det ganska tätbefolkat, med 124 invånare per kvadratkilometer. Närmaste större samhälle är Přerov, 9,9 km väster om Šišma. Trakten runt Šišma består till största delen av jordbruksmark.